# Satanones
Satanones (o Sata-no-nes) fou un petit estat tributari protegit a l'agència de Kathiawar, prant de Gohelwar, presidència de Bombai. Estava format només per un poble, amb dos propietaris tributaris. La superfície era de 174 km² i la població el 1881 de 411 habitants. Tenia uns ingressos estimats de 95 lliures i pagava un tribut de 10 lliures al Gaikwar de Baroda i de 12 rupies al nawab de Junagarh.